# بلو راي ريبر
بلو راي ريبر هو برنامج حاسوبي يستخدم لنسخ المحتوى من قرص بلو راي إلى محرك الأقراص الثابتة. المصطلح قريب ومبني على القرب من قرص مضغوط. يشير التعبير نوعا ما، إلى أن النسخ يتم عن طريق إزالة الحماية من ملفات بلو راي وأقراص بلو راي وملفات تنسيق بلو راي بتنسيقات قابلة للتشغيل، مثل MKV و MP4 و AVI و MP3، وما إلى ذلك.